# あなたの名前を呼べたなら
『あなたの名前を呼べたなら』（あなたのなまえをよべたなら、Sir）は、2018年のインドの恋愛映画。監督はロヘナ・ゲラが務め、ティロタマ・ショーム、ヴィヴェーク・ゴーンバルが出演している。

## ストーリー
地方の農村出身の未亡人ラトナは、ムンバイの建設会社の御曹司アシュヴィンの新婚家庭でメイドとして働くことになっていたが、結婚は婚約者サビナの浮気が発覚したため破談になってしまう。休暇中に呼び戻されたラトナはアシュヴィンの元で住み込みで働き始め、傷心の彼を陰ながら支えていく。同時に、ラトナはファッションデザイナーの夢を叶えるため近所の仕立て屋の元に技術を学ぶため通い始めるが、仕立て屋は彼女に技術を教える代わりにタダ働きさせたため、ラトナは仕立て屋の元に通うのを止めてしまう。その後、友人ラクシュミから裁縫教室を紹介され、アシュヴィンの許可を得て裁縫教室に通うようになる。
アシュヴィンはインド社会の階級や体面を重んじる家族からサビナと復縁するように説得されるが、アメリカでの生活が長かったアシュヴィンは、そうした風潮を押し付けられることにプレッシャーを感じていた。そんな中、陰ながら自分を支え、さらにファッションデザイナーの夢を叶えるために前向きに生きるラトナに好意を抱くようになり、ラトナもアシュヴィンに好意を抱き自作の服をプレゼントする。そんな中、ラトナは妹が結婚を機に学校を中退することを知らされる。因習に縛られず自立した女性になって欲しいという思いから学費を援助していたラトナは、妹が自立よりも結婚を望んでいたこと、自分の思いが独りよがりなものだったことを知りショックを受ける。
妹の結婚式から帰った後、アシュヴィンは気持ちを抑えきれなくなりラトナにキスする。しかし、アシュヴィンは友人のヴィッキーからメイドであるラトナとの交際に反対され、同僚から冷やかされたラトナもアシュヴィンと距離を置き、「名前で呼んで欲しい」という彼の気持ちに応えず「旦那様」と呼び続けた。階級差や体面のためにアシュヴィンとの恋が実現しないことを知ったラトナは彼の元を離れ、妹夫婦の元に身を寄せる。アシュヴィンはラトナとの関係を父に話し、気持ちを振り切るためにアメリカに戻ることを決める。
妹夫婦の元に身を寄せてしばらくした後、以前アシュヴィンのホームパーティーで出会ったファッションデザイナーのアンキタから電話がかかってくる。アンキタの事務所に向かったラトナは、彼女からファッションデザインの仕事をもらう。それがアシュヴィンの計らいだと気付いたラトナは彼の自宅に向かうが、アシュヴィンはすでにアメリカに旅立った後だった。その日の夜、ラトナの元にアシュヴィンから電話がかかってくる。アシュヴィンからの「ラトナ」という呼びかけに対し、ラトナは初めて彼のことを「旦那様」ではなく「アシュヴィン」と呼びかける。

## キャスト
- ラトナ - ティロタマ・ショーム
- アシュヴィン - ヴィヴェーク・ゴーンバル（英語版）
- ラクシュミ - ギータンジャリ・クルカルニー（英語版）
- アシュヴィンの父 - ラウル・ヴォラ
- アシュヴィンの母 - ディヴィヤー・セート・シャー（英語版）
- ヴィッキー - チャンドラチュール・ラーイ
- ナンディタ - ディルナーズ・イラニ（英語版）
- チョディ - バーギャシュリー・パンディト
- アンキタ - アヌプリヤー・ゴーエンカー
- ラジュー - アーカーシュ・シンハー
- サビナ - ラシ・マル（英語版）

## サウンドトラック
作曲はラーガヴ・ヴァーガヴ、作詞はモーヒト・チャウハンが手掛けている。
| #         | タイトル                     | 作詞      | 作曲・編曲 | 歌手                     | 時間 |
| --------- | ---------------------------- | --------- | ---------- | ------------------------ | ---- |
| 1.        | 「Jeene Mein Kya Jaata Hai」 |           |            | スヴァルナ・ティワーリー | 3:01 |
| 2.        | 「Zindagi Ka Feel」          |           |            | ナカーシュ・アズィーズ   | 3:04 |
| 合計時間: | 合計時間:                    | 合計時間: | 6:05       |                          |      |

## 評価

### 批評
Rotten Tomatoesには17件の批評が寄せられ、支持率88%となっている。ガーディアンのピーター・ブラッドショーは3/5の星を与え、「これはムンバイの素晴らしい街並みとショームの素晴らしい演技が存在する、繊細に考察された魅力的なドラマである」と批評している。ハリウッド・リポーターのジョーダン・ミンツァーは「シーンによってヒンディー語と英語を使い分ける2人の主演俳優の演技は素晴らしいが、ショームの方がゴーンバルよりも優れており、ゴーンバルは少々抑制されているように感じる。ピエール・アヴィアの少々鼻につく音楽は様々な場面で濫用され、プロダクションはテレビ映画に近いと感じることがある。それにも関わらず、ゲラは抑圧と矛盾を持ち、失恋が恐らくは解放への第一歩となる暖かいニュアンスの愛情に満たされた場所を作り上げた」と批評している。

### 受賞・ノミネート
| 映画賞                                               | 部門                     | 対象                                       | 結果       | 出典   |
| ---------------------------------------------------- | ------------------------ | ------------------------------------------ | ---------- | ------ |
| 第71回カンヌ国際映画祭                               | 国際批評家週間GAN基金賞  | 『あなたの名前を呼べたなら』               | 受賞       | [ 6 ]  |
| AFIフェスト                                          | 観客賞                   | 『あなたの名前を呼べたなら』               | ノミネート | [ 7 ]  |
| ブラウンシュヴァイク国際映画祭                       | 作品賞                   | 『あなたの名前を呼べたなら』               | 受賞       | [ 7 ]  |
| カブールロマンティック映画祭                         | パノラマ部門観客賞       | 『あなたの名前を呼べたなら』               | 受賞       | [ 7 ]  |
| ミルバレー映画祭                                     | ワールドシネマ部門観客賞 | 『あなたの名前を呼べたなら』               | 受賞       | [ 7 ]  |
| ワールドシネマアムステルダム                         | 観客賞                   | 『あなたの名前を呼べたなら』               | 受賞       | [ 7 ]  |
| ワールドシネマアムステルダム                         | 作品賞                   | 『あなたの名前を呼べたなら』               | ノミネート | [ 7 ]  |
| サン＝ジャン＝ド＝リュズ国際映画祭                   | 審査員大賞               | 『あなたの名前を呼べたなら』               | 受賞       | [ 8 ]  |
| サン＝ジャン＝ド＝リュズ国際映画祭                   | 観客賞                   | 『あなたの名前を呼べたなら』               | 受賞       | [ 8 ]  |
| ニューヨーク・インディアン・フィルム・フェスティバル | 作品賞                   | 『あなたの名前を呼べたなら』               | 受賞       | [ 9 ]  |
| ニューヨーク・インディアン・フィルム・フェスティバル | 主演女優賞               | ティロタマ・ショーム                       | 受賞       | [ 9 ]  |
| バーミンガム・インディアン・フィルム・フェスティバル | 観客賞                   | 『あなたの名前を呼べたなら』               | 受賞       | [ 10 ] |
| カバーグ映画祭                                       | 観客賞                   | 『あなたの名前を呼べたなら』               | 受賞       |        |
| ダラス・フォートワース南アジア映画祭                 | 作品賞                   | 『あなたの名前を呼べたなら』               | 受賞       | [ 11 ] |
| ダラス・フォートワース南アジア映画祭                 | 監督賞                   | ロヘナ・ゲラ                               | 受賞       | [ 11 ] |
| ダラス・フォートワース南アジア映画祭                 | 主演男優賞               | ヴィヴェーク・ゴーンバル                   | 受賞       | [ 11 ] |
| ブリュッセル国際映画祭                               | 主演女優賞               | ティロタマ・ショーム                       | 受賞       | [ 12 ] |
| 第66回フィルムフェア賞                               | 審査員選出作品賞         | ロヘナ・ゲラ                               | ノミネート | [ 13 ] |
| 第66回フィルムフェア賞                               | 原案賞                   | ロヘナ・ゲラ                               | ノミネート | [ 13 ] |
| 第66回フィルムフェア賞                               | 脚本賞                   | ロヘナ・ゲラ                               | 受賞       | [ 13 ] |
| 第66回フィルムフェア賞                               | 審査員選出女優賞         | ティロタマ・ショーム                       | 受賞       | [ 13 ] |
| 第66回フィルムフェア賞                               | 編集賞                   | ジャック・コメッツ、バプティスト・リブロー | ノミネート | [ 13 ] |